# Mare Advertencia Lirika
Mare Advertencia (Lirika) (Oaxaca) es una cantante mexicana de rap y feminista, de origen zapoteca. A través del rap y otros ritmos musicales hace protesta social. Sus versos hablan sobre temas de género, derechos de los pueblos originarios, así como la situación política y social de México.

## Trayectoria
Proviene de una zona de Oaxaca con alto índice de marginalidad y desde muy pequeña tuvo un acercamiento a la poesía de protesta en la escuela. Una de sus maestras -explica en una de sus entrevistas- le dijo que no servía para la poesía y eso le hizo alejarse de la poesía y acercarse al rap.
Se inició en el rap a los dieciséis años con DJ TBear en 2003 en el grupo OGG. En 2004 Luna, Itza y Mare, formaron el colectivo Advertencia Lírica, las tres primeras mujeres que hicieron rap en Oaxaca.
Advertencia Lirika es el primer grupo femenino de rap del estado de Oaxaca. En 2007 lanzaron su primer disco titulado 3 Reinas. Continuaron con su trabajo colectivo hasta 2009 momento en el que cada integrante inicia su carrera independiente.
En 2010 Mare es invitada a formar parte del colectivo Mujeres Trabajando en el 2010 con Ximbo, Jezzy P, Audry Funk, Neffys, colectivo al que perteneció hasta 2012. Su track ¡Qué Mujer! producido por DJ TBear en Bear House Co aparece en el compilado de Mujeres Trabajando Vol. 1.
En 2013 presenta Experimental Prole producido por DJ Mango.
En 2015 colabora con el grupo Quimono en Música Para Quitar Prejuicios.
En 2016 presenta SiempreViva en el que cuenta con el trabajo de músicos oaxaqueños en la que incluye letras sobre igualdad y derechos, critica la política actual de México, y el rol de la mujer oaxaqueña en el conjunto social.

### Influencia del rap
Sus orígenes en el rap se deben al grafiti, el arte urbano que “hace más de una década, cuando tenía 16 años, le abrió la puerta a una cultura que conjuga poesía, activismo, e indignación”. El rap, ha explicado en algunas entrevistas, la ayudó a empoderarse como mujer, dándole una herramienta de cambio y ayudándole a encontrar su identidad y a reconstruirse.
La cantante ha declarado que el rap es parte de una sociedad que debe enfrentarse a los problemas de una sociedad consumista, individualista, basada en la competencia.
Utiliza su música como herramienta para despertar las conciencias y fortalecer las redes dentro del movimiento social en Oaxaca y otros lugares, incorporando además del rap varios estilos musicales –funk, reggae y huapango. A través de sus letras denuncia la desigualdad de las mujeres en la sociedad, los estándares de belleza dictados por los medios de comunicación o las desapariciones forzadas de mujeres en México y apoya los derechos de salud reproductiva y autonomía del cuerpo de la mujer.

## Trabajo comunitario
Además de la música, Mare se ha involucrado con la comunidad facilitando talleres y pláticas, dirigidas a jóvenes y mujeres principalmente con el objetivo de fomentar la educación como una herramienta de cambio. Está implicada en la denuncia las injusticias sociales, la violencia en México y en particular, la violencia de género. Otro de sus temas habituales en su música es el empoderamiento de la mujer.
En este marco ha colaborado en proyectos independientes como la Escuela de Derechos Humanos para Jóvenes de Oaxaca y el Encuentro de Mujeres en Resistencia, así como en ámbitos académicos como el II Coloquio de Etnomusicología realizado por la Facultad de Filosofía y Letras de la Benemérita Universidad Autónoma de Puebla, el Cuarto Coloquio Construcción Utópica y Lucha Social realizado dentro del Proyecto de Investigación, Resistencia y Disidencia en el Pluralismo en el IISUABJO de la Universidad Autónoma Benito Juárez de Oaxaca y el OSU Hip Hop Festival realizado en la Universidad Estatal de Oregón.
Mare se declara feminista que define como "la lucha de las mujeres por los derechos humanos". Cuestiona los roles que la sociedad marca a las mujeres en sus relaciones

La idea del amor romántico de los cuentos de hadas ha sido una de las cosas que más ha perjudicado a las mujeres dentro de la sociedad (…) porque de ahí viene la idea de que tenemos que casarnos, de tener que soportar lo que sea porque él es el hombre de nuestra vida, porque yo con el amor lo voy a cambiar, y porque no importa lo que suceda mientras él esté conmigo.

En 2011, participó en el Primer Festival de Hip Hop Femenino "La otra cara del Hip Hop” en la ciudad de Guatemala. En 2012, realizó su primera gira a Estados Unidos presentando el documental “Cuando una mujer avanza” realizado por Simón Sedillo, un reflejo de su vida y de las mujeres de Oaxaca. En junio de este mismo año es seleccionada dentro del “Best Latin Alternative Music Of The Year”, por la radio nacional “npr music” en los Estados Unidos, a partir de la gira realizada por 25 ciudades en 6 estados de ese país.
En marzo de 2013, obtuvo el reconocimiento “María Sabina” por su labor a favor de la reivindicación de los derechos de la mujer a través de la música y unos meses después, en este mismo año, se publicó el libro “Song and Social Change in Latin America” escrito por Lauren Shaw, donde Mare comparte parte de su experiencia como mujer y rapera.

## Colaboraciones
Además de colaborar con diversos proyectos dentro de la escena de rap, también ha participado en otros proyectos de música tradicional y contemporánea.
Ha compartido escena con grupos reconocidos nacional e internacionalmente como Golden Ganga, Dj Aztek 732, La Tremenda Korte, Krudas Cubensi, Alika, Delinquent Habits, Cihuatl Ce, Guerrilla Queens, Guerrillerokulto, Lengualerta, Los de Abajo, Roco Pachukote, Mono blanco, la banda femenil Mujeres del Viento Florido de Santa María Tlahuitoltepec, entre otros. 
Por otro lado desde 2005 ha participado en diversos festivales, entre ellos  “Todos Juntos Somos Más” (2005), “7º Festival Expresión Urbana” (2009), “Jornada Contra la Violencia a la Mujer” (2010), “1er Foro Mesoamericano de los Pueblos” (2011), “Festival Contra la Violencia de Género en Oaxaca” (2012), “10º Festival del Tesechoacan” (2013), “XI Festival Internacional de Cabaret” (2013), “FEMINEM” (2013), “Jornadas Lesbofeministas Antirracistas” (2014) y “Palabra y Unión Fest” (2014).
En Estados Unidos ha realizado giras en los estados de Filadelfia, Nueva York, Texas, Illinois, Wisconsin, Colorado, Oregón y California además de Puerto Rico.
En 2014 fue invitada como parte del Festival de Cine Independiente “Fist Up Film festival” realizado en California.
Algunos otros proyectos en los que ha colaborado son el “Proyecto Protesta” dirigido por Gran Om, con la participación de diversos artistas mexicanos en la escena del reggae, rap y sound system, además del recopilatorio de Rap Feminista FEMCEES al lado de otras raperas del Estado español, Latinoamérica y el Caribe. Ha colaborado también con la organización el Festival Planeta Rock en la realización de las ediciones 2013 y 2014 en Oaxaca.
En 2014-2015 fue incluida en las ilustraciones del proyecto “Hechas en Latinoamérica” de la peruana María María Acha-Kutscher que se exhibieron en el metro de la Ciudad de México.
En enero de 2015 el programa “Especiales Musicales de Central Once” dedica un programa a Mare Advertencia Lírika.
Fue incluida en un capítulo de la serie “Historias de Mujeres” en Canal 22
En el año 2022 fue anunciada su participación en la banda sonora de la película Black Panther: Wakanda Forever, con la canción «Árboles Bajo el Mar», en la que colabora con Vivir Quintana.

## Premios y reconocimientos
En marzo de 2013 fue distinguida con el "Reconocimiento María Sabina" otorgado por el Gobierno del Estado de Oaxaca y el Instituto de la Mujer Oaxaqueña a "mujeres que han servido de inspiración a muchas mujeres y transformado la vida de muchas otras".

## Obra
- 2007 “3 Reinas” con Advertencia Lírica
- 2010 "¡Qué mujer!"
- 2013 "Experimental Prole"
- 2016 "Siempre viva"